# Gomphurus ozarkensis
Gomphurus ozarkensis is een echte libel uit de familie van de rombouten (Gomphidae).
De soort staat op de Rode Lijst van de IUCN als niet bedreigd, beoordelingsjaar 2007, de trend van de populatie is volgens de IUCN stabiel.
De wetenschappelijke naam van de soort werd in 1975 als Gomphus ozarkensis gepubliceerd door Minter Jackson Westfall.